# Iraklistan
Iraklistan (al-Iraqiyya) är en irakisk valallians med vänsterprägel som deltog i parlamentsvalet i Irak 2010. 
I alliansen ingår politiska partier som Iraks nationella lista, Förnyelse, Iraks nationella front och Iraks turkmenska front. 